# Ivan Tabanov
Ivan Tabanov (n. 7 august 1966) este un fost fotbalist și actual antrenor de fotbal din Republica Moldova. Ultima dată a activat ca antrenor principal la echipa letonă FC Daugava.
Cu Ivan Tabanov antrenor, Daugava a devenit campioana Letoniei în 2012, iar în 2013 a câștigat medaliile de bronz.
În octombrie 2014 Ivan Tabanov a fost reținut și interogat de organele legii din Letonia, fiind bănuit de aranjarea unor meciuri trucate. Fiind suspect într-o investigație pe rol, el a fost suspendat din fotbalul leton de Federația Letonă de Fotbal pe o perioadă de nedeterminată de timp.

## Palmares

### Jucător
Bugeac Comrat
- Divizia Națională

Locul 3: 1992
- Cupa Moldovei: 1992

Constructorul Chișinău
- Divizia Națională: 1996-1997

Vicecampion: 1998–99
Locul 3: 1995–96, 1997–98, 1999–2000
- Cupa Moldovei: 1995-1996, 1999-2000

### Antrenor
FC Daugava
- Virslīga: 2012

Locul 3: 2013